# Dendrophorbium
Dendrophorbium é um género botânico pertencente à família Asteraceae.

## Espécies
- Dendrophorbium amplexicaule
- Dendrophorbium angelense
- Dendrophorbium balsapampae
- Dendrophorbium dielsii
- Dendrophorbium dodsonii
- Dendrophorbium gesnerifolium
- Dendrophorbium ingens
- Dendrophorbium onae
- Dendrophorbium pericaule
- Dendrophorbium pururu
- Dendrophorbium scytophyllum
- Dendrophorbium solisii
- Dendrophorbium tipocochensis